# Cnit
Pour les articles homonymes, voir CNIT.
Le Cnit, dont le nom est le sigle de ses premières dénominations Centre national des industries et techniques puis Centre des nouvelles industries et technologies, est le premier bâtiment construit à La Défense, dans l'Ouest parisien. Sa forme caractéristique est due à la parcelle triangulaire qu'il occupe, à l'emplacement des anciennes usines Zodiac, sur le territoire de Puteaux. Construit en 1958, le Cnit a fait l'objet de deux restructurations, achevées en 1988 et en 2009. Il est géré par la société Viparis.

## Histoire

### Projet

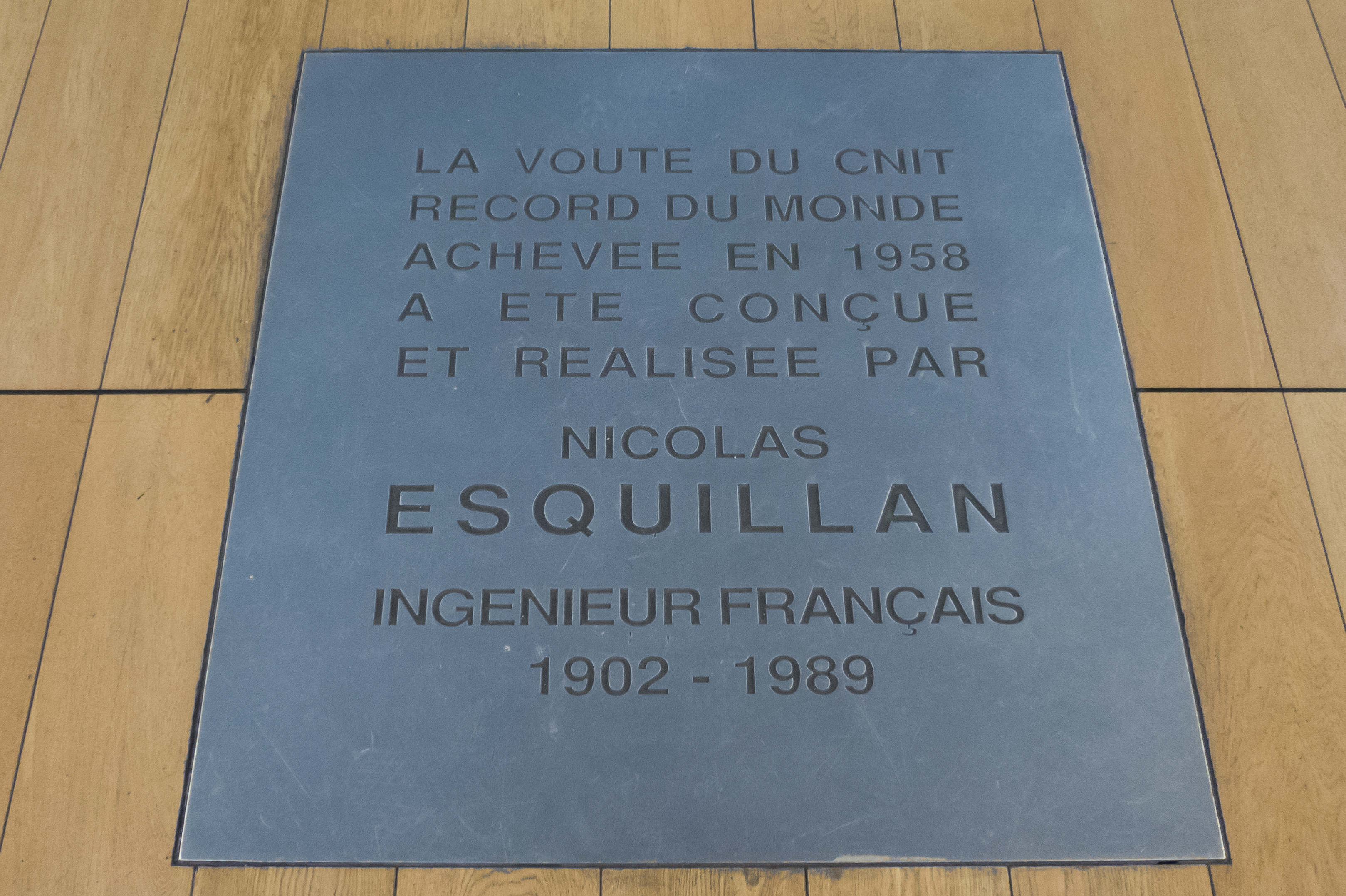
Plaque commémorative : La voûte du CNIT, record du monde, achevée en 1958, a été conçue et réalisée par Nicolas Esquillan.

Dès 1950, son initiateur, Emmanuel Pouvreau, président du syndicat des constructeurs de machines-outils, imagine un grand centre d'expositions pour les industries, nommé Centre national des industries et techniques (CNIT). En effet, la France devait héberger en 1951 le salon des constructeurs de machines-outils, qui fut organisé porte de Versailles faute de mieux, avec des résultats catastrophiques (boue, pas d'installations électriques suffisantes, etc.). Pouvreau se démène pour promouvoir ce projet et trouver des fonds pendant cinq ans. En 1956, la société anonyme du Centre national des industries et techniques est créée avec un capital de 2,2 milliards de francs assurant la viabilité financière du projet. 
Ce projet arrive à point nommé dans un projet plus général d'aménagement de l'ouest parisien, dans la continuité de l'axe historique de Paris. Le ministre de la Reconstruction et de l'Urbanisme, Eugène Claudius-Petit, souhaitait employer cette zone pour l'Exposition internationale du bâtiment et des travaux publics de 1955 (qui eut lieu finalement au parc de Saint-Cloud), et soutient ardemment le projet. Le ministre recommande à cette occasion les architectes Robert Camelot, Jean de Mailly et Bernard Zehrfuss, déjà chargés de l'aménagement de la zone, et met tout son poids pour trouver un terrain, ce qui s'avère plus difficile que prévu.
À l'époque, le quartier d'affaires de la Défense, dans l'Ouest parisien, n'existe pas. Un terrain est trouvé sur l'emplacement d'une ancienne usine Zodiac. Le terrain de l'usine est petit à petit augmenté par l'acquisition à l'amiable de parcelles à plus de 40 propriétaires différents jusqu'à arriver en 1955 au terrain triangulaire de 250 mètres de côté. Il est situé à côté d'un rond-point qui tient son nom de la statue intitulée La Défense de Paris (la statue existe toujours mais a été déplacée un peu plus à l'est du quartier de la Défense), sur une colline naturelle à la limite des communes de Puteaux et de Courbevoie et marque la fin de l'ancienne voie royale tracée par Le Nôtre depuis le Palais du Louvre.

### Construction
Le chantier se déroule entre 1956 et 1958, suivant une technique de voiles minces doubles en béton armé. Les architectes sont Robert Camelot, Jean de Mailly et Bernard Zehrfuss, tous trois Prix de Rome, accompagnés de Jean Prouvé pour les façades-rideau. L'ingénieur de structure, inventeur de la double coque en voile mince avec raidisseurs (comme une aile d'avion), est Pierre Faessel[réf. à confirmer] accompagné de Nicolas Esquillan. 
Le bâtiment est ainsi constitué d'une voûte autoportante en béton armé de 22 500 m2 pour seulement 6 cm d'épaisseur et 218 mètres de portée constituant un record du monde. Cette voûte repose sur trois culées de béton de 84 tonnes reliées entre elles par 44 tirants de câbles d'acier. Les entrées dans le bâtiment se font alors par de longs blocs rectangulaires. Il est inauguré par le général de Gaulle le 12 septembre 1958 et son ministre de la Culture André Malraux déclare « Depuis les grandes cathédrales gothiques, on n'a rien fait de semblable ! ».
Le CNIT accueille pendant une vingtaine d'années de grandes expositions comme les Floralies internationales, le salon de l'enfance, le salon des industries et du commerce de bureau (SICOB), le salon des arts ménagers, le salon nautique de Paris, avant de connaître plusieurs modifications et rénovations.

### Construction de la dalle de la Défense
En 1978 est construite la grande dalle piétonnière du parvis de la Défense qui recouvre les gares et voies ferrées et toute la voirie. Cette surélévation du sol a pour conséquence d'enterrer d'un bon tiers de sa hauteur le CNIT. Les trois culées disparaissent visuellement et les entrées formées par les blocs rectangulaires sont supprimées. L'espace d'exposition n'étant plus assez moderne, ni assez grand, le CNIT va alors perdre une grande partie de son activité, les expositions se faisant désormais au parc des expositions de la porte de Versailles.

### Restructuration de1988
En 1988, les structures intérieures sont totalement vidées et retravaillées pour y accueillir près de 200 000 m2 (au lieu des 100 000 m2 précédents). Les architectes de cette rénovation, Andrault et Parrat, Torrieri et Lamy avec Zehrfuss comme architecte-conseil, sont commandités par Christian Pellerin, président de la Sari, alors propriétaire des lieux. C'est alors qu'il est rebaptisé sous le nom Centre des nouvelles industries et technologies.
Si la voûte et les façades sont conservées, l'intérieur est profondément transformé avec la construction d'un ensemble de bureaux, d'un hôtel de luxe et d'une zone commerciale, le tout disposé en couronne autour d'un grand patio central. Un espace technologique de nouvelle génération, baptisé Infomart, est installé sur la partie Nord du bâtiment et devait devenir le plus grand show-room européen consacré aux nouvelles technologies. Un centre des congrès est construit en sous-sol, avec deux amphithéâtres de référence (Goethe et Léonard de Vinci). Cette rénovation est un semi-échec avec des bureaux partiellement occupés et un manque de lumière dans le bâtiment. Enfin, un inconvénient technique (plafonds trop bas) rend impossible la tenue de salons et manifestations d'envergure.

### Restructuration de2009
Le nouveau propriétaire Unibail-Rodamco décide une nouvelle restructuration. Les travaux sont effectués de 2006 à 2009, pilotés par les architectes Cuno Brullmann et Jean-Luc Crochon (agence Cro&Co Architecture, anciennement Crochon Brullmann + Associés), en collaboration avec Pierre Parrat. Le Cnit est à nouveau inauguré le 21 octobre 2009. De nouvelles surfaces de bureaux sont créées et la vocation commerciale du bâtiment est renforcée avec l'implantation de plusieurs enseignes. La dalle de la Défense a été partiellement démolie autour du bâtiment afin de retrouver la forme originelle extérieure du bâtiment et ses trois pieds. L'accès depuis la dalle se fait désormais par cinq passerelles. Ce dégagement autour du Cnit accompagné d'une destruction partielle de la dalle intérieure du bâtiment, a également pour but d'exploiter le niveau inférieur, où se trouve désormais l'accès principal au centre de congrès ainsi qu'une liaison directe, nouvellement créée, entre le Cnit et la salle d'échanges de la gare de la Défense. 
Sous la voûte, la couronne de bureaux est conservée, mais remodelée et écartée de la voûte, afin de redonner une dimension et de la lumière à l'espace. 
L'extérieur de la voûte du Cnit est également rénové afin de retrouver sa blancheur initiale.

Vues intérieures
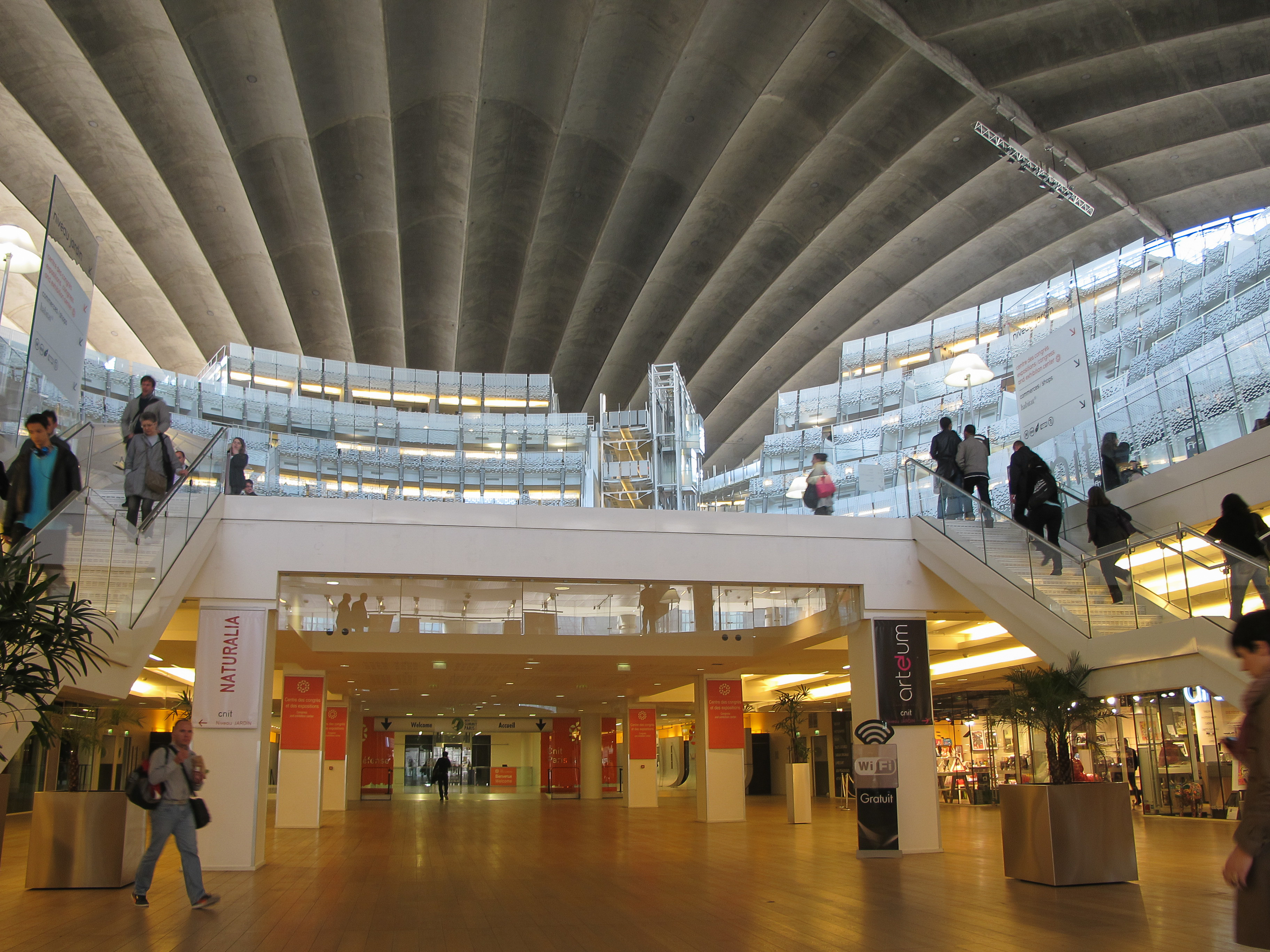
En 2012.
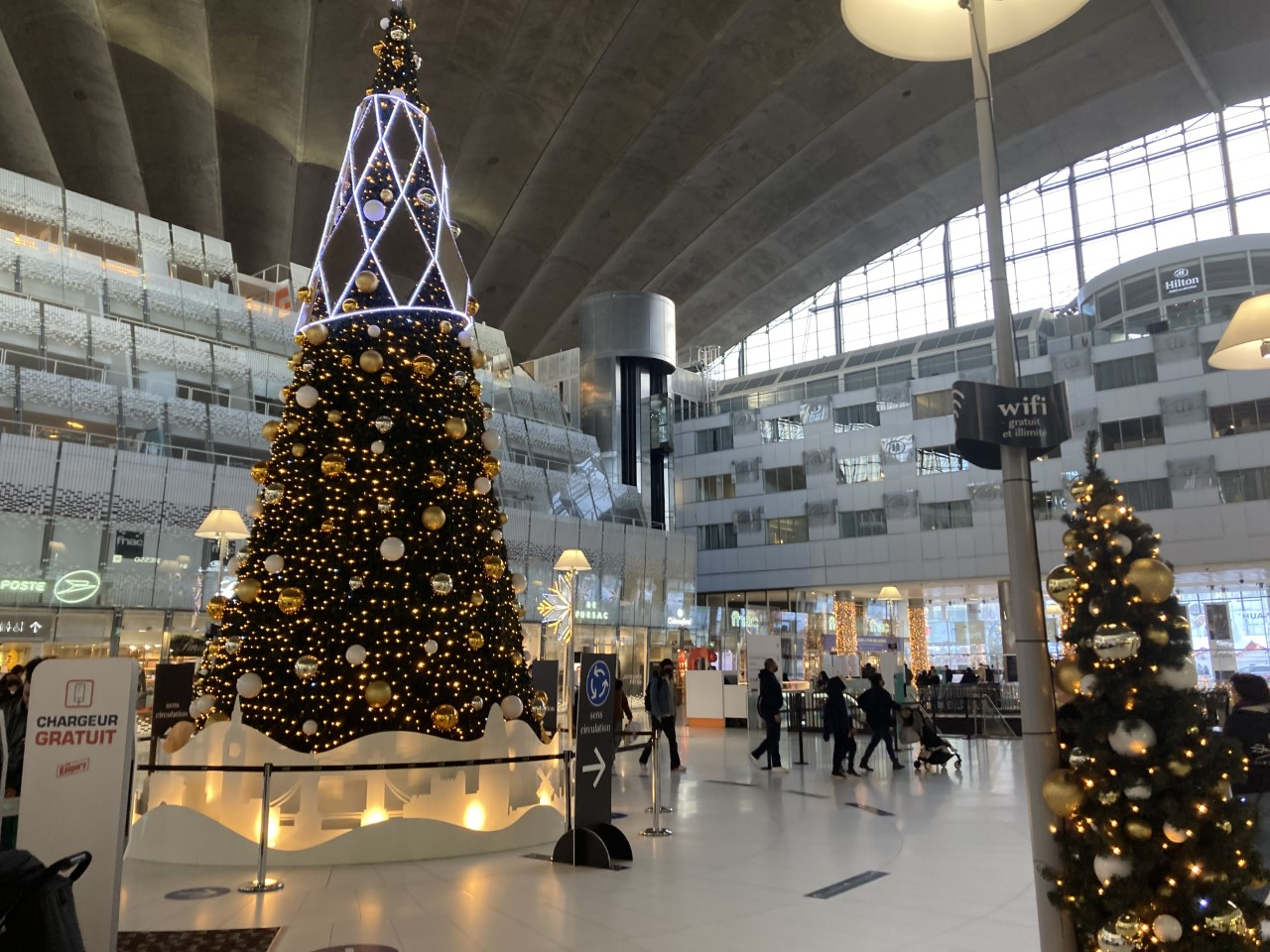
En 2021.

## Le Cnit aujourd'hui
Les commerces du Cnit sont désormais le pendant du centre commercial Westfield Les Quatre Temps situés de l'autre côté du parvis de la Défense. Sur deux niveaux, le bâtiment accueille de nombreuses enseignes avec la Fnac pour locomotive,, ainsi qu'un hôtel de la chaîne Hilton (autrefois Sofitel jusqu'en 2002),,.
Côté bureaux, le Cnit accueille le « Campus Voyages SNCF » (qui regroupe la Direction Voyages SNCF ainsi que les filiales SNCF Connect & Tech, IDTGV et Ouigo) ; ainsi qu'un campus de l'ESSEC sur plusieurs étages, voué à la formation continue.
Le Cnit a eu pour fonction jusqu'en juin 2015 d'être un centre de congrès, géré par Unibail-Rodamco, sous la marque Paris Expo puis Viparis.

## Transports
Ce site est desservi :
- à la station La Défense par la ligne 1 du métro de Paris ;
- à la gare La Défense par :
  - la ligne A et la ligne E du RER,
  - la ligne U et la ligne L du Transilien,
  - la ligne 2 du tramway d'Île-de-France.